# Caridina ebuneus
Caridina ebuneus is een garnalensoort uit de familie van de Atyidae. De wetenschappelijke naam van de soort is voor het eerst geldig gepubliceerd in 2009 door Richard & Clark.